# Грищенко Роман Сергійович

Роман Грищенко під час керівництва Сумською ОДА

Рома́н Сергі́йович Гри́щенко (17 січня 1982, с. Катеринка, Миколаївська область, Українська РСР, СРСР) — український військовослужбовець, полковник. Кандидат юридичних наук. З початку березня 2022 року — командир 127-ї окремої бригади територіальної оборони України. Голова Сумської ОДА з 11 березня 2020 по 5 листопада 2020 року. Лицар ордена Богдана Хмельницького III ступеня (2022).

## Життєпис
Роман Грищенко народився 17 січня 1982 року в селі Катеринка Первомайського району Миколаївської області України.
У 2005 році закінчив Національну юридичну академію України ім. Ярослава Мудрого в Харкові за спеціальністю правознавство.
З 2005 по 2007 рік працював слідчим військової прокуратури Миколаївського гарнізону Південного регіону України в Миколаєві.
У 2010—2019 роках працював у органах військової прокуратури Миколаївського, Кіровоградського, Криворізького, Київського та Харківського гарнізонів.
Голова Сумської ОДА з 11 березня 2020 по 5 листопада 2020.
Офіцер військового управління тактичного рівня. Учасник бойових дій у зоні проведення АТО.
З початку російського широкомасштабного вторгнення служив у 112-й окремій бригаді Сил територіальної оборони на посаді стрільця-оператора, де брав участь в обороні міста Києва. 4 березня 2022 року був відряджений у місто Харків та очолив нову 127-у окрему бригаду Сил територіальної оборони. Посаду начальника штабу окремої бригади територіальної оборони обіймає Василь Хома, який був очільником Сумської області з 23 листопада 2020-го до 25 червня 2021 року, якраз після Романа Грищенка.
24 травня 2022 року нагороджений Орденом Богдана Хмельницького (III ступеня) за особисту мужність та самовіддані дії, виявлені у захисті державного суверенітету та територіальної цілісності України, вірність військовій присязі.
Позивний — «Дядя Рома».

## Нагороди та відзнаки
- Орден Богдана Хмельницького III ступеня (2022)[7] — за особисту мужність, самовідданість і високий професіоналізм, виявлені у захисті державного суверенітету та територіальної цілісності України, вірність військовій присязі.
- Медаль «За бездоганну службу» III ступеня (Україна) (2014)[8]
- Відзнака Президента України «За участь в антитерористичній операції» (2016)[9]